# Aspidosperma eburneum
Aspidosperma eburneum là một loài thực vật có hoa trong họ La bố ma. Loài này được Allemão ex Saldanha mô tả khoa học đầu tiên năm 1874.